# Мир в Травендале
Мир в Травендале, Травендальский мир (дат. Freden i Traventhal; швед. freden i Travendal) — мирный договор, заключённый в голштинском замке Травендаль 7 (18) августа 1700 года (8 августа по шведскому календарю) между Данией с одной стороны и Швецией и Голштинией — с другой.
Дания была вынуждена пойти на мир после бомбардировки Копенгагена, осуществлённой шведско-голландско-английской эскадрой, и высадки шведского десанта близ датской столицы.
Этим миром Дания была выведена из Северной войны и отказалась от союза с Россией и Саксонией. Она признала суверенитет Голштинии и обязалась уплатить ей в качестве компенсации за военные издержки 260 тыс. рейхсталеров. Датчане также обязались не оказывать помощи врагам шведской короны.
В результате мира Швеции удалось на девять лет вывести из войны одного из своих противников, обезопасить свой тыл и высвободить войска для переброски их в Прибалтику против русской армии.